# Croix de cimetière de Cabrespine
La croix de cimetière de Cabrespine est une croix située à Cabrespine, en France.

## Description
C'est une croix monolithe à branches droites sculptées sur une seule face d'un personnage debout en habit de moine portant deux grosses clés. 

## Localisation
La croix était située dans l'allée centrale du cimetière de la commune de Cabrespine, dans le département français de l'Aude. En 1980, elle a été transférée à l'intérieur de l'église, au fond contre le mur nord, sur un socle fixe. 

## Historique
La croix date 1636.
L'édifice est inscrit au titre des monuments historiques en 1948. L'inscription est abrogée par arrêté du 30 janvier 2012.